# Johan Falk: Tyst diplomati
Johan Falk: Tyst diplomati, es una película de acción estrenada el 25 de junio de 2015 dirigida por Peter Lindmark. 
La película es la decimoséptima entrega de la franquicia y forma parte de las películas de Johan Falk.

## Sinopsis
Durante una operación en el medio oriente, Pernilla Vasquez, junto a su esposo Ralf Höglund y su equipo, son interceptados y secuestrados por criminales árabes. 
Mientras tanto en Suecia, los oficiales Johan Falk, Sophie Nordh y el equipo de Investigaciones Especiales "GSI" están vigilando a Seth Rydell de quien sospechan está vendiéndoles armas a terroristas árabes, sin el conocimiento del gánster Jack, un hombre que no se lleva muy bien con Seth.
Cuando siguen a Seth mientras se dirige al encuentro de sus compradores, Johan descubre que en el coche donde se realiza la transacción se encuentra Pernilla, su antigua compañera, por lo que decide seguirla. El equipo también descubre que la agencia "SÄPO" también están tras la pista de los árabes.
Poco después Adnan Majid, un miembro del servicio secreto de inteligencia del régimen que trabaja bajo las órdenes del diplomático Ibrahim Karime, es perseguido por los criminales árabes Hassan Imalayen, Jabal Quinn y Salah Kassir, sin embargo durante un enfrentamiento Adnan asesina a Jabal acuchillándolo repetidas veces y hiere a otro.
Por otro lado cuando Jack comienza a sospechar que Seth está trabajando con la policía gracias a los comentarios de Ali y Björkman, decide contratar a alguien ajeno al grupo para que lo siga.
Cuando Johan investiga la razón por la cual Pernilla está involucrada, descubre que los árabes han secuestrado a su esposo Ralf Höglund y a otros miembros de su agencia y los amenazan con matarlos si Pernilla no los ayuda a asesinar a Majid. La SÄPO decide colaborar con la GSI y les dicen que sucederá algo durante un evento en la embajada de Arabia Saudita, por lo que la GSI prepara la operación. Sin embargo antes de realizar algún movimiento la SÄPO les dice que cancelen todo ya que los terroristas habían dejado Suecia.
Sin embargo mientras se están yendo, el oficial Vidar Pettersson ve a Pernilla por lo que regresan y con la ayuda del oficial Patrik Agrell, Johan logra entrar a la fiesta. Al investigar a los invitados el oficial, Matte descubre que el objetivo de Adnan es Ingemar Kjellqvist, el Jefe de Asuntos Internacionales del Banco "LND" de Suecia y se dan cuenta de que lo había secuestrado amenazándolo con asesinar a sus padres si no le traspasaba dinero a una cuenta. Cuando Johan se encuentra con Pernilla intenta detenerla pero luego la deja ir cuando le revela que van a matar a Ralf si no les envía pruebas de que Adnan está muerto, finalmente después de una breve confrontación, Pernilla logra asesinar a Adnan luego de dispararle. Ralf es liberado y él y Pernilla se reencuentran en Suecia. 
Por otro lado la GSI descubre que tiene a un oficial corrupto en su equipo, que le ha estado pasando información a los criminales, por lo que Sophie decide advertirle a Seth, Nordh le dice que venda las armas que habían confiscado al grupo de chechenos conformado por Ramzan, Ortsa y Artem para evitar que duden de él. Poco después cuando Jack recibe fotos de Sophie y Seth reuniéndose decide confrontarlo, pero Seth logra convencerlo que no es un informante y que Sophie en realidad es una oficial corrupta que le está pasando información, durante la confrontación Rydell también le revela a Jack, que sabe que él había sido el responsable del intento de asesinato que había sufrido.
Mientras tanto Helén Falk comienza a preocuparse cuando descubre una foto de su hijo Ola en la red, cuando confronta a Johan se enfurece con él cuando Falk le dice que está infiltrado en un grupo, luego de ser contactado por una mujer conocida sólo como "La Rusa" quien cree que lo ha reclutado en su organización.

## Personajes

### Personajes principales
| Actor              | Personaje             | Ocupación                                         | Notas                                             |
| ------------------ | --------------------- | ------------------------------------------------- | ------------------------------------------------- |
| Jakob Eklund       | Johan Falk            | Oficial de la Unidad GSI                          | -                                                 |
| Jens Hultén        | Seth Rydell           | Gánster / Informante                              | -                                                 |
| Meliz Karlge       | Sophie Nordh          | Jefa de la Unidad GSI                             | -                                                 |
| Mårten Svedberg    | Vidar Pettersson      | Oficial de la Unidad GSI                          | -                                                 |
| Alexander Karim    | Niklas "Nicko" Saxlid | Oficial de la Unidad GSI                          | -                                                 |
| Björn Bengtsson    | Jack                  | Gánster / Criminal                                | -                                                 |
| Mikael Tornving    | Patrik Agrell         | Oficial de la Unidad GSI                          | -                                                 |
| Alexandra Rapaport | Pernilla Vasquez      | Jefa de la Agencia de Seguridad "Three Crowns"    | -                                                 |
| Zeljko Santrac     | Matte                 | Oficial de la Unidad GSI                          | -                                                 |
| Zardasht Rad       | Adnan Majid           | Servicio Secreto de Inteligencia del Régimen      | asesinado de un disparo en la cabeza por Pernilla |
| Christian Svensson | Ramzan                | Criminal Checheno / Luchador de MMA               | -                                                 |
| Mohamed Said       | Hassan Imalayen       | Criminal Árabe                                    | -                                                 |
| Örjan Landström    | Ralf Höglund          | Miembro de la Agencia de Seguridad "Three Crowns" | -                                                 |
| Marie Richardson   | Helén Andersson-Falk  | Esposa de Johan                                   | -                                                 |

### Personajes secundarios
| Actor                   | Personaje               | Ocupación                                               | Notas                             |
| ----------------------- | ----------------------- | ------------------------------------------------------- | --------------------------------- |
| Christian Brandin       | Conny Lloyd             | Gánster / Miembro de la Banda de Seth                   | -                                 |
| Anders Gustavsson       | Viktor Eriksen          | Gánster / Miembro de la Banda de Seth                   | -                                 |
| Micke Spreitz           | Danne                   | Gánster / Miembro de la Banda de Seth                   | -                                 |
| Mahmut Suvakci          | Ali Mahmoud Hansson     | Criminal                                                | -                                 |
| Patrik Larsson          | Ingemar Kjellqvist      | Jefe de Asuntos Internacionales del Banco "LND"         | -                                 |
| Daniel Larsson          | Daniel Larsson Björkman | Criminal / Miembro de la Banda de Jack                  | -                                 |
| Charlotta Larsson       | Danielsson              | Jefa del Servicio de Seguridad / Agente de la SÄPO      | -                                 |
| Ori Merom Pics          | Ortsa                   | Criminal Checheno / Miembro de la Banda de Ramzan       | -                                 |
| Ivan Mathias Petersson  | Artem                   | Criminal Checheno / Miembro de la Banda de Ramzan       | -                                 |
| Vuksan Rovcanin         | Vasilij                 | Criminal Checheno / Miembro de la Banda de Ramzan       | -                                 |
| Semir Chatty            | Mairbeck                | Criminal Checheno / Miembro de la Banda de Ramzan       | -                                 |
| Miran Kamala            | Ibrahim Karime          | Diplomático-Embajador / Secretario de Comercio          | -                                 |
| Malgorzata Pieczynska   | "La Rusa"               | Criminal                                                | -                                 |
| Muroa Ghesn             | Jabal Quinn             | Criminal Árabe                                          | asesinado a cuchilladas por Majid |
| Simon Mezher            | Reza                    | -                                                       | -                                 |
| Peter Hladisch          | Gustav Elm              | -                                                       | -                                 |
| Jonatan Rodriguez       | Renato                  | Empleado del Gimnasio de MMA                            | -                                 |
| Isidor Alcaide Backlund | Ola Falk                | Hijo de Johan                                           | -                                 |
| Bo Svensson             | Torkel Kjellkvist       | Padre de Ingemar                                        | -                                 |
| Christina Bondeson      | Sigbritt Kjellqvist     | Madre de Ingemar                                        | -                                 |
| Svante Back             | -                       | Agente de la SÄPO                                       | -                                 |
| Misagh Sharifian        | Ahmed                   | Guardia de la Embajada                                  | -                                 |
| Dana Marouf             | -                       | General                                                 | -                                 |
| Youssef Skhayri         | -                       | Oficial de Inteligencia                                 | -                                 |
| Rezen Barawy            | -                       | Oficial de Inteligencia                                 | -                                 |
| Victoria Dyrstad        | Liz                     | Recepcionista de la Agencia de Seguridad "Three Crowns" | -                                 |
| -                       | Salah Kassir            | Criminal Árabe                                          | -                                 |
| Sandra El Maliki        | -                       | Mujer Árabe                                             | -                                 |
| Luma Bertling           | -                       | Mujer Árabe                                             | -                                 |
| Aliette Opheim          | Madeleine Wiik          | -                                                       | -                                 |
| Leo Wande               | Mikael Mikhailov        | Hijo de Madeleine                                       | -                                 |

## Producción
La película fue dirigida por Peter Lindmark, escrita por Richard Holm y Tage Åström con el apoyo de los escritores Anders Nilsson y Joakim Hansson.
Producida por Joakim Hansson, con la participación de los ejecutivos Wolfgang Feindt, Claudia Schröder, Åsa Sjöberg, Henrik Stenlund y Mikael Wallen. En la producción creativa contaron con Anders Nilsson.
La música estuvo bajo el cargo de Bengt Nilsson, mientras que la cinematografía en manos de Andreas Wessberg.
Filmada en Estocolmo, Condado de Estocolmo y en Gotemburgo, Västra Götaland, en Suecia.
La película fue estrenada el 25 de junio de 2015 en internet y posteriormente el 13 de julio del mismo año con una duración de 1 hora con 34 minutos en Suecia.	
La película contó con el apoyo de las compañías productoras "Strix Drama", "TV4 Sweden" (coproducción), "Zweites Deutsches Fernsehen (ZDF)" (coproducción) y "Aspekt Telefilm-Produktion GmbH" (coproducción). La película fue distribuida por "Nordisk Film" en 2015 (Suecia).

### Emisión en otros países
| País      | Título                                | Cadenas/Línea | Fecha de Estreno |
| --------- | ------------------------------------- | ------------- | ---------------- |
| Finlandia | Johan Falk 14 - Hiljaista diplomatiaa | -             | -                |